# Nikki Randall
Pour les articles homonymes, voir Randall.
Nikki Randall (née le 11 août 1964 aux États-Unis) est une actrice américaine de films pornographiques membre de l'AVN Hall of Fame.
Elle a principalement joué pour Vivid Entertainment.

## Filmographie partielle
- 1986 : Club Exotica
- 1987 : Electric Blue 50
- 1988 : Coming Alive
- 1989 : Girls Who Love Girls 18
- 1990 : Kiss Thy Mistress' Feet 2
- 1991 : Gift Of Love
- 1992 : Best Bi Far 1
- 1993 : Wet And Wild (new)
- 1994 : Reality And Fantasy
- 1995 : Sapphire
- 1996 : Jailhouse Nurses
- 1998 : Monica Lewdinski
- 2007 : Swedish Erotica 100